# سفارة سلوفينيا في كرواتيا
سفارة سلوفينيا في كرواتيا هي أرفع تمثيل دبلوماسي لدولة سلوفينيا لدى كرواتيا. تقع السفارة في وهي تهدف لتعزيز المصالح السلوفينية في كرواتيا.

## وصلات خارجية
- الموقع الرسمي
- قائمة سفارات سلوفينيا
- قائمة السفارات في كرواتيا